# Turntablerocker
Turntablerocker sind ein deutsches DJ- und Clubmusik-Produzenten-Duo, bestehend aus Michael „Michi“ Beck von der Rap-Band Die Fantastischen Vier und Thomas „Thomilla“ Burchia. Als eine der ersten DJs und Produzenten haben sie Hip-Hop als Partymusik in der deutschen Clubkultur etabliert.

## Bandgeschichte
Die aus Stuttgart stammenden Musiker lernten sich erstmals 1994 in einem Plattenladen kennen, in dem Thomilla arbeitete. Zu jener Zeit waren „Die Fantastischen Vier“ schon längst eine feste Größe im deutschen Hip-Hop. Thomilla machte sich bereits den Namen als Produzent für deutsche Sprechgesangsartisten und als DJ der Stuttgarter Band „Die Krähen“. Es kam nicht selten vor, dass Michi Beck beim Plattenkauf Thomilla auch neue Songs vorspielte und seine Meinung einholte. Durch die häufigen Begegnungen im Laden und den künstlerischen Gedankenaustausch merkten die zwei binnen kurzem, dass sie ähnliche musikalische Vorlieben hatten. Auf Einladung von Thomilla stieß Michi Beck bald zum DJ-Team im „Red Dog“, Stuttgart, wo die beiden bis zur Schließung des Clubs 1997 an etlichen gemeinsamen Mittwochabenden auflegten. Dies gab den Anstoß für die weitere Zusammenarbeit.
Erst durch die gemeinsame Studioarbeit in den Jahren 1996 und 1997 kristallisierte sich die Entscheidung heraus, in Zukunft als DJ-Team gemeinsam auftreten zu wollen. Innerhalb dieser Zeit entstand „Hausmarke - Weltweit“, das Soloalbum von Michi Beck, welches von Thomilla produziert wurde. Eine der damals veröffentlichten Singles, „Turntablerocker - Beweg Deinen Popo“, lieferte schließlich die Idee für den Namen des DJ-Duos. Im Jahre 1998 folgten eine Live-Tour und zahlreiche DJ-Gigs unter dem Namen „Turntablerocker“. Die beiden Musiker entschieden sich die konventionelle Aufteilung in DJ und Frontmann aufzuheben, was wohl darauf zurückzuführen war, dass Michi Beck das Rappen und Entertainen ohne seine drei Kollegen von den Fantas nicht so viel Spaß machte. Ab nun fingen sie an gemeinschaftlich Tracks zu komponieren und zu produzieren, die ohne Gesang-Performance und vor allem ohne namhafte Gäste auskommen sollten. Besonderen Ehrgeiz legte das Duo in die Aufgabe einen „clubbigen Groove“ zu kreieren, der auf Up tempo bedacht war und Einflüsse von East Coast Hip Hop, Soul und R&B miteinander kombinierte. Mit diesem Soundkonzept, welches sie „Swingbeat“ und später „Boogie“ nannten, waren sie bemüht, einen eigenen Begriff von Dance-Music zu erarbeiten. Ihren swingenden Sound setzten sie der von House und Techno dominierten Clubmusik der 1990er Jahre entgegen.

## Albengeschichte

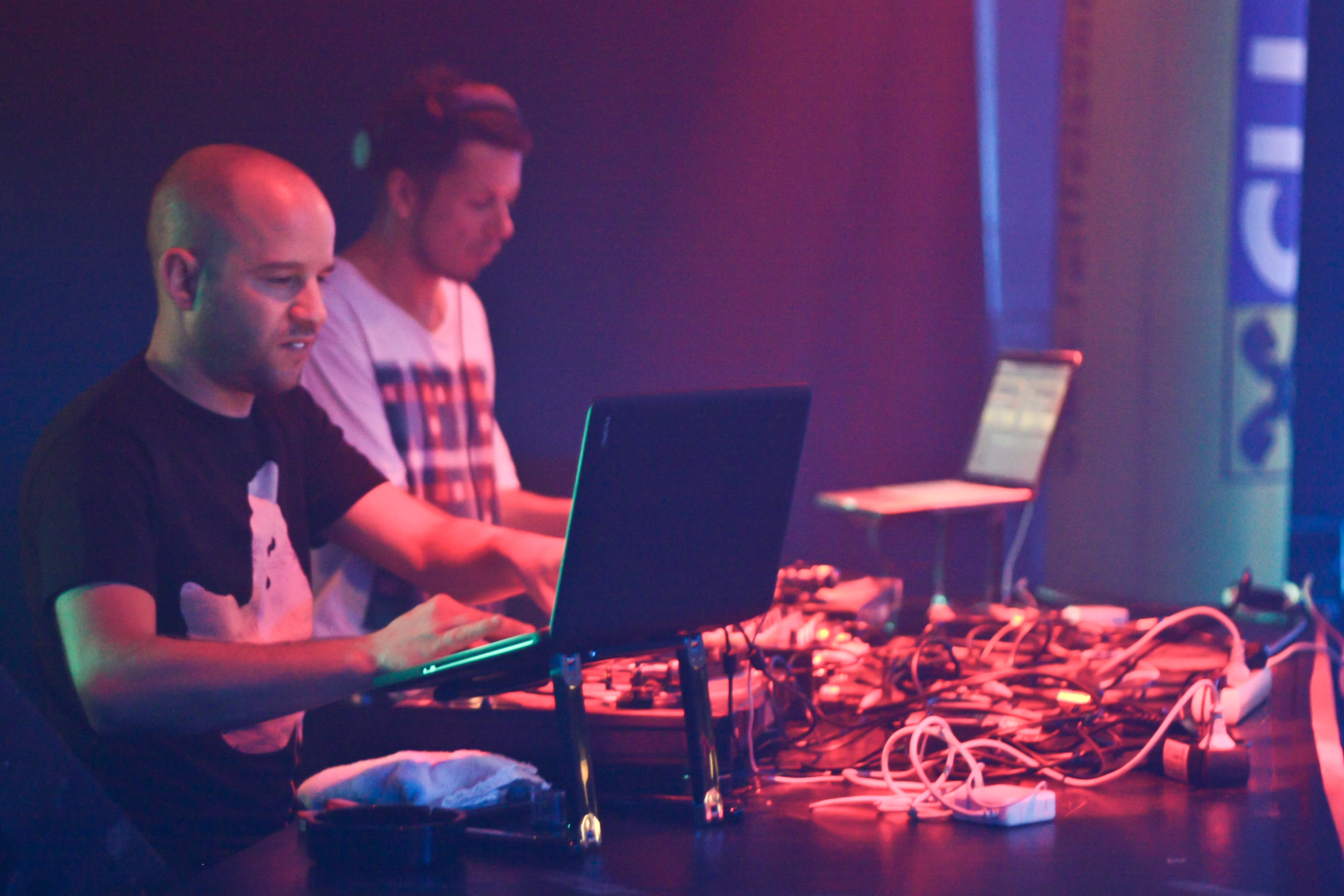
Turntablerocker (2010)

Die gemeinsamen Erfahrungen als Produzenten, Musiker und DJs verarbeiteten „Turntablerocker“ auf dem im Jahre 2001 veröffentlichten Album Classic. Die meisten Tracks der LP sind instrumentallastig und durch Einflüsse von Funk, Disco, House und Hip-Hop geprägt. Dabei stehen Gesang und Rap nicht im Vordergrund. Die beiden Musiker beschrieben ihre Platte als hiphop-orientierten Boogie zwischen Hip-Hop und House. Manche Kritiker zogen dabei stilistische Parallelen zu Dancefloor-Hits aus den späten Achtzigern oder zu Fatboy Slim. Das Album stieg von 0 auf Platz 17 der deutschen Top 100 Albumcharts ein und hielt sich dort insgesamt acht Wochen lang. Nicht zuletzt wegen des Erfolges im deutschsprachigen Raum und auf Grund der Live-Auftritte und DJ-Shows fand „Classic“ bald weltweit Anklang und wurde in Japan, Kanada, Mexiko, Europa und Australien veröffentlicht. Das Album wurde auf einer deutschlandweiten Tour vorgestellt. Dabei begleitete sie eine speziell für diesen Anlass zusammengestellte Band.
Im Jahre 2002 erschien der Nachfolger Smile. Im Gegensatz zu „Classic“ verzichtete das Duo auf eine Produktion, welche auf Samples basiert, und setzte vermehrt auf vielfältige Arrangements mit variablem Einsatz von Gesang und nachvollziehbarer Songstruktur. Die meisten Stücke waren im Vergleich zum Debütalbum wesentlich tempofreudiger, elektronisch angehaucht und machten die Platte insgesamt äußerst Party-kompatibel.
Sehr bekannt waren auch die einfallsreichen und humorvollen Musikvideos der „Turntablerocker“, die zu den Singles „No Melody“, „A Little Funk“, „Time For Music“ und „Love Supreme“ von Zoran Bihać gedreht wurden.
In den nachfolgenden Jahren entstanden weitere Singles. Neben regelmäßigen DJ-Auftritten konzentrierten sich die beiden in erster Linie aber darauf Remixe für andere Künstler wie z. B. Die Fantastischen Vier, Bob Sinclar, Gwen Stefani und Tiefschwarz zu produzieren.
Für den im Jahre 2010 veröffentlichten Film Jerry Cotton lieferte das Duo den Remix des Titelsongs „Run Baby Run“, der von Oceana gesungen wurde.
Im Dezember 2011 gaben die Turntablerocker auf ihrer Homepage bekannt, zehn Jahre nach erscheinen ihres letzten Albums „Smile“ im März 2012 ihr drittes Album „einszwei“ zu veröffentlichen und damit im gleichen Jahr auf Clubtour zu gehen. Am 10. Februar kam die erste Single „Von Vorn“ in die Läden. Die zweite Single „Alles auf die 303“ erschien am 16. März 2012.

## Stil
Spielten „Turntablerocker“ am Anfang ihrer gemeinsamen Karriere noch bevorzugt Hip-Hop-lastige Sets, so sind sie heute keinem bestimmten Genre zuzuordnen. Ihre DJ-Sets kennzeichnet eine unkonventionelle Mischung von Electro, House, Breakbeats, Hip-Hop bis hin zu Funk und Soul. Sie selbst nennen das Electronic Wildstyle.

## Diskografie

### Alben
- Classic (2001)
- Smile (2002)
- einszwei (2012)

### Singles
- A Little Funk (2000, aus dem Album Classic)
- No Melody (2001, aus dem Album Classic)
- Time For Music (2002, aus dem Album Smile)
- Love Supreme (2002, aus dem Album Smile)
- Rings (2003, aus dem Album Smile)
- I Heard You Were Dead (2005 / 12")
- Compost Black Label #35 (2008 / 12")
- Von vorn (2012, aus dem Album einszwei)
- Alles auf die 303 (2012 / 12")
- Grow Up EP (2012 / 12", auf Jeudi Records)

### Remixe (Auszug)
- 2000 The Pharcyde – Frontline
- 2001 Bob Sinclar – Ich Rocke
- 2001 Young MC – Bust A Move
- 2001 Tiefschwarz – Never
- 2001 Ludacris – Area Codes
- 2003 Tok Tok vs Soffy O – Day Of Mine
- 2003 Elektrochemie LK – Sweet Darling
- 2004 Fanny Pack – So Stylistic
- 2005 Gwen Stefanie – Holla Back Girl
- 2005 Edwin Star – War (Turntablerocker Remix)
- 2006 Gods Of Blitz – Greetings From Flashback Ville
- 2007 Tiefschwarz – No More Trouble
- 2007 Die Fantastischen Vier – Ernten Was Wir Säen
- 2009 Bodymovin – Everybody
- 2009 Scooter – I’m Raving
- 2010 Aura Dione – Something From Nothing
- 2012 Rammstein – Mein Herz brennt
- 2013 Elyas Khan – Bells (Turntablerocker Remix)